# سيد بولتون
سيد بولتون هو مطور برمجيات ومؤلف كندي، ولد في 17 يوليو 1971 في برانتفورد في كندا، وتوفي بنفس المكان في 11 يونيو 2018.

## وصلات خارجية
- الموقع الرسمي